# Лояне
Лояне (на македонска литературна норма: Лојане; на албански: Llojani, Лояни) е село в Северна Македония, в община Липково.

## География
Селото е разположено в западните поли на Скопска Църна гора в областта Жеглигово.

## История
Селото е отбелязано за пръв път в документ от 1332 година. Хаджи Есат джамия в селото от 1816 година. В XIX век Лояне е албанско село в Кумановска каза на Османската империя. В 1861 година Йохан фон Хан на етническата си карта на долината на Българска Морава отбелязва Лоян като албанско село. Според статистиката на Васил Кънчов („Македония. Етнография и статистика“) от 1900 година Лояне е село, населявано от 440 жители арнаути мохамедани.
Според патриаршеския митрополит Фирмилиан в 1902 година в селото има 14 сръбски патриаршистки къщи. В 1905 година по данни на секретаря на Българската екзархия Димитър Мишев („La Macédoine et sa Population Chrétienne“) в Лояни има и 80 християни – българи патриаршисти сърбомани.
Според преброяването от 2002 година селото има 2682 жители.
| Националност     | Всичко |
| северномакедонци | 0      |
| албанци          | 2668   |
| турци            | 0      |
| роми             | 0      |
| власи            | 0      |
| сърби            | 0      |
| бошняци          | 3      |
| други            | 11     |

## Личности
Родени в Лояне
- Ариф Хикмети (70-те години на XIX век – 1915), албански революционер
- Аслан Селмани (р. 1945), албански поет и политик от Северна Македония
- Ибрахим Шакири, албански военен от Югославия, по-късно активист на Армията за освобождение на Косово
- Рамиз Абдили, албански учен от Северна Македония, ректор на Тетовския университет
- Юсуф Зимери (р. 1962), албански духовник от Северна Македония

Починали в Лояне
- Лазе Гащовски (1913 – 1944), югославски партизанин и деец на НОВМ
- Цветко Тодоров Иванов, български военен деец, подпоручик, загинал през Втората световна война[7]